# GPS信号
GPS信号，是由全球定位系统（GPS）卫星上振盪器所产生的信号，而所有GPS信号都由一个基本频率f0=10.23Mhz组成。
GPS卫星发射的信号主要分为载波（Carrier wave）、测距码（Ranging Code）和导航电文（Navigation Messages ）三部分。

## 最初的GPS信号

### 载波
GPS卫星所用的两个载波均位于微波的L波段，分别称为{\displaystyle L_{1}}载波和{\displaystyle L_{2}}载波

两个相关的载波信号：
{\displaystyle L_{1}(t)=A_{1}cos(2\pi f_{1}t+\phi _{1})}

{\displaystyle L_{2}(t)=A_{2}cos(2\pi f_{2}t+\phi _{2})}

{\displaystyle \phi _{1}}和{\displaystyle \phi _{2}}描述了相位噪声。载波信号的频率为基本频率{\displaystyle f_{0}}的整数倍。
{\displaystyle f_{1}=154f_{0}=1575.42MHz}

{\displaystyle f_{2}=120f_{0}=1227.60MHz}

{\displaystyle \to \lambda _{1}\approx 19cm,\lambda _{2}\approx 24cm}

采用L波段的高频率载波可以较为精确的测定多普勒频移和载波相位，提高测速和定位精度。使用两个频率还可以测定电离层延迟。

### 测距码
测距码有两种，都属于伪随机噪声码（Pseudo Random Noise，简称 PRN）：C/A 碼（Coarse/Acquisition Code）和P碼（Precise Code）。

#### C/A碼
C/A碼（Coarse/Acquisition Code）是用于进行粗略测距和捕获P码的粗码，也称捕获码。周期{\displaystyle T_{u}}为1毫秒，一个周期含有码元即码长{\displaystyle N_{u}}=210 - 1=1023，每个码元持续的时间即码元周期{\displaystyle t_{u}}=1ms/1023=0.977517微秒，相应的码元宽度为293.05米。C/A码是一种公开的明码，可供全球用户免费使用。但C/A码一般只调制在{\displaystyle L_{1}}载波上，所以无法精确地消除电离层延迟。测距精度一般为±（2~3）米。
是開放給民間使用的GPS衛星傳送標準定位信號，它包含有GPS接收機用來確定其定位與時間方面的訊息，精確度在100公尺左右。
這裡所提的C/A碼是指GPS所散布的序列，以下只討論L1信號部分。在GPS中用的C/A碼是一個群集，它們通常又被叫做偽隨機雜訊（Pseudorandom Noise,PRN）序列，因為它們有著雜訊的部分性質，GPS的C/A碼裡有著1023個元素，這裡面含有512個1與511個0，他們的排列是看起來彷彿隨機的，但是卻是完全可決定的，因此叫做偽隨機雜訊序列。
這些序列最重要的性質有兩個：
- 幾乎沒有互相關：所有的C/A碼彼此之間幾乎沒有相關，也就是說，從i衛星得到的{\displaystyle C_{i}}和從j衛星得到的{\displaystyle C_{j}}兩個碼，他們的互相關可以表示如下式：

{\displaystyle r_{ij}(n)=\sum _{m=0}^{1022}C_{i}(m)C_{j}(n+m)\approx 0} for all n
- 幾乎沒有自相關，除了零延遲：所有的C/A碼幾乎沒有自相關，除了零延遲，也就是說自相關可以表示如下式：

{\displaystyle r_{ii}(n)=\sum _{m=0}^{1022}C_{i}(m)C_{i}(n+m)\approx 0} for |n|≥1
利用這兩個性質，可以做GPS信號擷取

#### P码
P码是精确测定从GPS卫星到用户接收机距离的测距码，也称精码。实际周期为一周，码长为6.1871 × 1012码元，码元周期0.097752微秒，相应码元宽度为29.3米。P码同时调制到{\displaystyle L_{1}}载波和{\displaystyle L_{2}}载波上，测距精度为0.3米。因其巨大的军事价值，1994年起美国实施了选择性误差SA（Selective Availability）政策，故目前只有美国及其盟友的军方以及少数美国政府授权的用户才能够使用到P码。普通用户可以先捕获C/A码，再通过导航电文提供的数据计算出P码在整个序列码中的位置。
2000年以後，柯林頓政府決定取消對民用訊號的干擾。因此，現在民用GPS也可以達到十米左右的定位精度。

### 导航电文
光有测距码用户还不能够得到每颗卫星的详细訊息。因此GPS系统将导航电文调整在测距码前，导航电文中包含了反应卫星在空间位置、卫星钟的修正参数、电离层延迟改正数等GPS定位所必要的訊息，因此导航电文也称資料码（Data Message，D码）。
导航电文是具有一定格式的二进制码，以“帧”为单位向用户发送。每帧电文含有1500bit，传输速率为50bit/s。每个主帧包含5个子帧：
- 子帧1包含有卫星钟改正数、GPS周数（Week Number）和卫星工作状态訊息
- 子帧2和子帧3主要向用户提供有关计算卫星在轨位置的訊息，包括广播星历参数和資料龄期（Age of Data Offset，简称AODO）
- 子帧4和子帧5提供了卫星导航、星座历书等訊息

## 其他參考資料
- 李征航 黄劲松.  (M) 1. 武汉: 武汉大学出版社. 2005. ISBN 978-7-307-04443-2.
- 胡友健 罗昀 曾云.  (M) 1. 武汉: 中国地质大学出版社. 2003. ISBN 978-7-5625-1769-6.
- Kai Borre, Dennis M. Akos, Nicolaj Bertelsen, Peter Rinder, Soren Holdt Jensen。《A Software-Defined GPS and Galileo Receiver: A Single-Frequency Approach》[M]。Birkhäuser Boston，2006年。